# Salomo I av Imeretien
Salomo I (georgiska: სოლომონ I), född 1735, död 1784, var en georgisk kung från 1752 till 1784.